# Сюрень (археологія)
Сюрень (від кримськотатарського Сюйрєн, крим. Süyren) — печерні стоянки гірських мисливців кам'яної доби. Розташовані у верхів'ях річки Бельбек у Кримських горах біля села Танкове (до 1945 року Бююк-Сюйрень) Бахчисарайського району Криму.

## Сюрень-1
Сюрень-І є багатошаровою стоянкою давньокам'яної доби у скельному навісі на правому березі річки Бельбек. Досліджувалася у 1879—1880, 1926—1929 та 1994—1997 роках.
Знахідки представлені численними крем'яними та кістяними виробами, підвісками з черепашок молюсків, фауністичними рештками та залишками вогнищ. Тут представлено сім окремих культурно-хронологічних епізодів заселення людьми давньокам'яної доби цього навісу в часовому проміжку близько між 36—30 та 12—11 тисяч років тому.
Сюрень I — єдина стоянка в Центральній та Східній Європі з чіткою стратиграфічною послідовністю спочатку архаїчної оріньяцької культури (із пластинками дюфур підтипу дюфур), а згодом — пізньої оріньяцької культури (із мікропластинами дюфур підтипу рок-де-комб). Це робить її ключовою стоянкою для вивчення початкового поширення оріньяку на територію Східної Європи.

## Сюрень-2
Двошарова стоянка Сюрень-2 відрізняється від інших пам'яток гірськокримської культури. Стоянка ранньої середньокам'яної доби свідерського типу подібна до пам'яток нобельської та смячківської групи Поліської України.
Розташована вона під навісом Сюрень у долині річки Бальбек. Досліджувалася Глібом Бонч-Осмоловським в 1924 й 1925 роках, Е. А. Векилова в 1954 й 1955 роках. Розкрито площу понад 200 м².

### 1-й шар
Верхній шар Сюрень-2 відносять до шан-кобинської культури — фінального етапу ранньої середньокам'яної доби гірськокримської культури.

### 2-й шар
Нижній шар належить до власного сюренського типу. Тут виявлено близько 180 знарядь, нуклеусів й пластин. Нуклеуси ортогональні й човноподібні. Скребки переважно кінцеві на пластинах. Різці, рідше серединні, серединно-кутові. Друге місце за кількістю після різців займають вістря на пластинах, серед яких переважають верболисті екземпляри. На думку Р. Шильда, який опрацював цю колекцію, вони тотожні свідерським різцям Польщі. У шарі виявлено кілька мікролітів геометричних форм чотири сегменти й сегментоподібні трикутники й трапеція, а також кілька сегментоподібних вістрів.
На думку Е. А. Векилової, Р. Шильда, Д. Я. Телегіна, поява 2-го шару стоянки Сюрень-2 у Криму є північним вторгненням свідерців. Подібність такому вторгненню присутня у Словаччині, Румунії (Чахлеу-Скауне) та Молдові (мис Селіште над річкою Реут).
Подібні свідерські пам'ятки сюренського культурного типу у Криму присутні у Буран-Кая.

### Походження сюренського типу
Місцеві пізньо-давньокам'яні пам'ятки Волині, Подесіння й Криму, ймовірно, не мають пам'яток, матеріальна культура яких могла б еволюціонувати у пам'ятки ранньо-середньокам'яні пам'ятки культур нобельського-смячківського циклу України та Молдови (Нобель, Смячка, Сюрень-2, Делятин, Чахлеу-Скауне). Єдине пояснення походження свідерських пам'яток в Україні є просування свідерських мисливців з південно-східної Побалтики, які, своєю чергою, були давньокам'яною міграцією лінгбійської культури із Західної Побалтики.